# Tagnon
Tagnon är en kommun i departementet Ardennes i regionen Grand Est (tidigare regionen Champagne-Ardenne) i nordöstra Frankrike. Kommunen ligger  i kantonen Juniville som ligger i arrondissementet Rethel. År 2022 hade Tagnon 892 invånare.

## Befolkningsutveckling
Antalet invånare i kommunen Tagnon
Referens: INSEE